# محمد التكرور السباعي
محمد التكرور السباعي الحسني الهاشمي، هو فَقِيهٌ أُصوليٌّ ولُغَوي وَعالِمٌ ومؤرِّخ مَغربِي، وُلِد بِمدينة مراكش يَتَّصِل نَسبَه بِقبيلة أَولَاد أَبِي السِّبَاع الإدْريسيَّة مِن فَخذَة العبِيدَات.

## حياته
ولد في أواسط العشرة الخامسة من القرن الثالث عشر للهجرة بمدينة مراكش، ونسبه يتصل بقبيلة أولاد أبي السباع
وتميز مساره العلمي بانقسامه إلى مرحلتين؛ مرحلة دراسته الأولى التي كانت بين مسقط رأسه وبين قبيلة دمسيرة التي حفظ بها القرآن الكريم وبعض المتون المتداولة، وكان من أبرز شيوخه في هذه المرحلة الفقيه العالم سعيد بولواح الدمسيري، ومولاي الصادق العلوي، وسيدي أحمد المرنيسي (ت. 1277 هـ)، ثم المرحلة الثانية وهي التي رحل فيها إلى فاس قصد استكمال أصناف العلوم العربية والإسلامية فأخذ بها عن عبد المالك الضرير العلوي، و سيدي المهدي ابن الحاج، ومَحمد بن عبد الرحمان العلوي، و الحاج عمر ابن سودة، و الفقيه محمد المكناسي وغيرهم.
وكانت نتيجة تحصله أن أصبح صدراً من صدور العلم في زمانه،[وفقًا لِمَن؟] موفور الحظ في علوم شتى؛ كالتفسير والحديث والأصول والفقه المالكي، وفي الأدب واللغة والعروض والتاريخ، وقد أهله هذا التكوين العلمي الرصين[معلومة أم رأي؟] لتولي مهام كثيرة منها: رئاسة الفتوى في مراكش مع كثرة من كان بها من الشيوخ إذ ذاك، بل وكانت ترد عليه الأسئلة من كافة أنحاء المغرب، كما كان دؤوباً على التدريس صيفاً وشتاء لأزيد من نحو نصف قرن بمدينة مراكش التي استقر بها بعد أن رجع إليها من فاس، فلاقى قبولا كبيراً، وأخذ عنه جل معاصريه، وكان يحرص على حض الطلبة وتحريك همهم على العلم والأخذ، وكثيراً ما ينشد في دروسه:
| قات مسائل سحنون لقـارئها   |  | بالدرس يدرك مني كل ما استترال |
| لا يدرك العلم بطال ولا كسل |  | ولا ملول ولا مَن يألف البشـرا  |

وقد أكسبته المكانة المتميزة التي حظي بها بين أقرانه وعلماء بلده تقدير وثناء معاصريه من العلماء، منهم تلميذه العباس بن إبراهيم المراكشي الذي قال عنه في الإعلام: «… فالمترجم رحمه الله شيخنا الإمام سواه الله من طينة الشرف والحسب، وغرس دوحته الطيبة بمعدن العلم الزكي المحتد النسب، الفقيه العلامة الذي تمشي تحت علم فتياه العلماء الأعلام…».
وكان من آثاره: «شرح الأربعين النووية»، ومنها تاريخه المسمى: «البستان الجامع لكل نوع حسن وخبر مستحسن في بعض مآثر السلطان مولانا الحسن»، وتأليفه عن الحماية سماه: «كشف الستور عن حقيقة كفر أهل بسبور»، ومن مؤلفاته أيضا: «شرح خطبة الخرشي لمختصر الشيخ خليل»، و«تقييد في ختمة المختصر»، «رسالة في مدح القلم والحض على الكتب الخطية والاعتناء بها»، ومنها «سيف النصر لدفع الإيهام، وذكر موجب محبة ذرية مولانا هشام» إلى غير ذلك من تصانيفه التي تتجاوز 300 مخطوط .
كان يكتب أجوبته وفتاويه ويدفعها لسائلها، فتفرقت أيادي سبا (أي تشتت) ولو جمعت لزادت عدتها على مجلدات المعيار لكونه كان يفتي نحواً من ستين سنة، وقد اشتملت على تحرير مسائل فقهية وتطبيقها على قواعد أصولية قل نظيرها.[بحاجة لمصدر أفضل]
يقول عنه القاضي الفاسي الفهري:
أما الدكتور خالد الصقلي فيقول عنه « وأصبح عالما متمكنا، وكان له باع طويل في عدة علوم، منها: الحديث والتفسير والعربية والتاريخ، والفقه، وكان العلامة محمد السباعي  يعد شيخ الجماعة في زمانه، وكان مشاركا ومدرسا، انتهت إليه خطة الفتوى. والجدير بالذكر أن العلامة محمد بن إبراهيم السباعي كان  قد ختم  كتاب (الشفا…) للعلامة الفذ القاضي عياض ليلة الخميس 19 شعبان عام 1299هـ/6 يوليوز1882م. كما ختم صحيح البخاري عام 1308هـ/(1890-1891م) بحضرة السلطان المولى الحسن الأول، وختمه أيضا 4 مرات بشرح الخرشي تارة، وبشرح الزرقاني وحاشية البناني والرهوني رحمهم الله تارة أخرى. وتولى العلامة السباعي وظيفة التدريس أزيد من نصف قرن، وعاصر أربعة من السلاطين العلويين وهم: المولى الحسن الأول، والمولى عبد العزيز، والمولى عبد الحفيظ وأوائل فترة حكم المولى يوسف رحمهم الله. وجاء أجله يوم الاثنين6  رجب عام 1332/ 31 ماي  1914 ودفن بحي القصور داخل قبة العلامة الصوفي السني الكبير الشيخ سيدي أبي محمد عبد الله الغزواني أحد رجالات مراكش السبعة رحمهم الله'»

## مؤلفاته
لديه أكثر من 300 كتاب ومخطوط في مختلف العلوم والفنون:
- البستان الجامع لكل نوع حسن وخبر مستحسن في بعض مآثر السلطان مولانا الحسن[7]

- شرح الأربعين النووية
- شرح خطبة الخرشي لمختصر الشيخ خليل
- تقييد في ختمة المختصر
- رسالة في مدح القلم والحض على الكتب الخطية والاعتناء بها
- سيف النصر لدفع الإيهام، وذكر موجب محبة ذرية مولانا هشام
- كشف الستور عن حقيقة كفر أهل بسبور
- إقامة الحجة في واضح المحجة، وهو عبارة عن تقييد علق فيه على قصيدة قدمها للسلطان المولى الحسن الأول. وشرح فيه وقائع حركاته إلى قبائل ما بين فاس ووجدة، وقبائل بني مطير وسوس وبني مكليد، وتوجد نسخة منه مخطوطة بالخزانة الحسنية بالرباط تحت رقم: 464
- تقييد المقول بصريح الشرع المنقول، وهي عبارة عن رسالة في بيان حرمة آل البيت النبوي، وتوجد منه نسخة بخزانة مكتبة الملك عبد العزيز بالدار البيضاء، وتقع في 89 صفحة
- اختصار كتاب (زهرة الأكم) للفقيه الحسن بن مسعود  اليوسي
- رسالة في مدح القلم والحض على الكتب الخطية والاعتناء بها. أجهل مصيرها
- تقريظ على كتاب "إظهار الكمال"

## وفاته
أدركته المنية ليلة الإثنين سادس رجب عام اثنين وثلاثين وثلاثمائة وألف (1332هجرية)، حيث دفن بضريح الشيخ أبي محمد عبد الله الغزواني عند رجليه على يمين الداخل، وكانت له جنازة حافلة قدم العهد بمثلها في مراكش حضرها كافة الناس حتى الخليفة السلطاني وعظم مصاب الناس بموته لما له من العلم والدين المتين.